# Józefa Majerczyk
Józefa Majerczyk, po mężu Chromik (ur. 10 czerwca 1946 w Poroninie) – polska biegaczka narciarska.
Zawodniczka LKS Poroniec. Olimpijka z Sapporo (1972). 5-krotna mistrzyni Polski. Największe osiągnięcia w reprezentacyjnych sztafetach: MŚ 1970 – 8. miejsce, ZIO 1972 – 7. miejsce, MŚ 1974 – 7. miejsce. Siostra olimpijki Władysławy Majerczyk-Tragarz oraz narciarek Zofii Majerczyk-Rumińskiej i Ludwiki Majerczyk-Marczułajtis. ciotka Jagny Marczułajtis.